# Мейсі (Індіана)
Мейсі (англ. Macy) — місто (англ. town) в США, в окрузі Маямі штату Індіана. Населення — 199 осіб (2020).

## Географія
Мейсі розташоване за координатами 40°57′30″ пн. ш. 86°7′46″ зх. д. / 40.95833° пн. ш. 86.12944° зх. д. (40.958209, -86.129538).  За даними Бюро перепису населення США в 2010 році місто мало площу 0,35 км², уся площа — суходіл.

## Демографія
Згідно з переписом 2010 року, у місті мешкало 209 осіб у 76 домогосподарствах у складі 57 родин. Густота населення становила 601 особа/км².  Було 88 помешкань (253/км²).
Расовий склад населення:
| - 98,1 % — білих - 0,5 % — корінних американців - 0,5 % — чорних або афроамериканців |

До двох чи більше рас належало 1,0 %. Частка іспаномовних становила 0,0 % від усіх жителів.
За віковим діапазоном населення розподілялося таким чином: 25,4 % — особи молодші 18 років, 59,8 % — особи у віці 18—64 років, 14,8 % — особи у віці 65 років та старші. Медіана віку мешканця становила 39,6 року. На 100 осіб жіночої статі у місті припадало 101,0 чоловіків;  на 100 жінок у віці від 18 років та старших — 97,5 чоловіків також старших 18 років.
Середній дохід на одне домашнє господарство  становив 46 801 долар США (медіана — 35 833), а середній дохід на одну сім'ю — 54 189 доларів (медіана — 41 667). За межею бідності перебувало 15,2 % осіб, у тому числі 15,2 % дітей у віці до 18 років та 0,0 % осіб у віці 65 років та старших.
Цивільне працевлаштоване населення становило 104 особи. Основні галузі зайнятості: виробництво — 34,6 %, транспорт — 16,3 %, освіта, охорона здоров'я та соціальна допомога — 16,3 %.